# Stansted Mountfitchet Castle

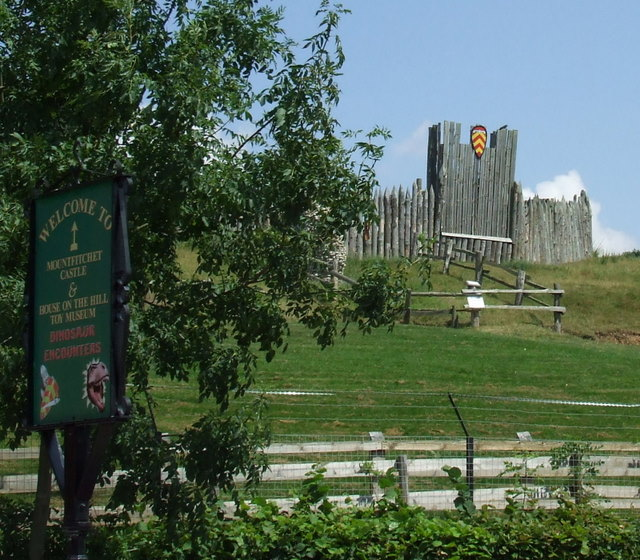
Eingang zum Stansted Mountfitchet Castle

Stansted Mountfitchet Castle, auch  Mountfitchet Castle genannt, ist ein normannisches Ringwerk und eine Motte in Stansted Mountfitchet in der englischen Grafschaft Essex. Heute ist das Gelände ein Living-History-Museum komplett mit dem Vieh, das die Leute zur Zeit der Nutzung der Burg gehalten hatten.

## Geschichte

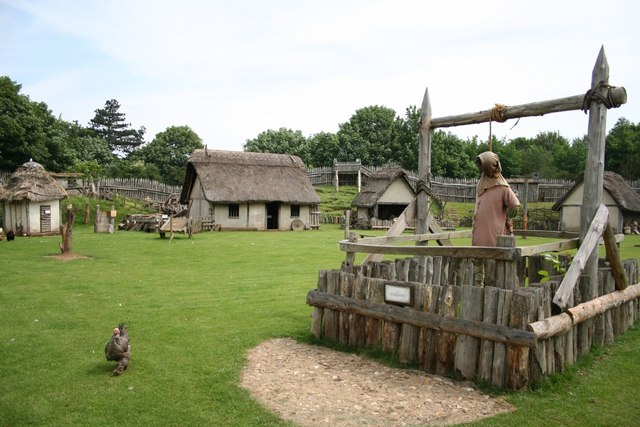
Rekonstruiertes Inneres der Burg

Die Burg ließ nach der normannischen Eroberung Englands die Familie Mountfitchet errichten. Die Kernburg wurde auf einer Erhöhung mit einem Ringwerk als Verteidigungsanlage erbaut; ihre Grundfläche betrug etwa 0,2 Hektar. Dazu gab es eine Vorburg, die etwa 0,4 Hektar umschloss und etwas tiefer stand. Innerhalb des Ringwerkes gab es einen Donjon in einer kleinen, runden Einfriedung.
In den 1980er-Jahren wurde die Burg als Touristenattraktion wieder aufgebaut. Auch wenn man sich während der Rekonstruktion um den Schutz der originalen Teile der Burg bemühte, haben doch der Umbau und die folgende große Zahl an Besuchern das Gelände beschädigt.